# Bennie Osler

a Compétitions nationales et continentales officielles uniquement.

b Matchs officiels uniquement.
Benjamin « Bennie » Louwrens Osler, né le 23 novembre 1901 à Aliwal North en Afrique du Sud et décédé le 23 avril 1962, était un joueur de rugby à XV qui a joué avec l'équipe d'Afrique du Sud. Il évoluait au poste de demi d'ouverture.

## Carrière
Joueur de la Western Province, Bennie Osler domine le rugby sud-africain durant les années 1920 et le début des années 1930, période où elle remporte toutes les éditions de la Currie Cup entre 1925 et 1936, partageant le trophée lors des éditions de 1932 et 1934 avec les Border Bulldogs. Lors de l'édition de 1927, il inscrit 81 points en neuf matchs.
En 1924, il obtient sa première sélection avec les Springboks, surnom de l'équipe d'Afrique du Sud, le 16 août 1924 lors de la tournée des Lions britanniques. L'Afrique du Sud remporte trois des quatre tests, le troisième test se terminant sur un score nul de 3 partout.
Il doit ensuite attendre 1928 et une tournée des All Blacks pour disputer une rencontre internationale. Il dispute les quatre tests opposant les deux équipes qui terminent la série sur une égalité de deux victoires partout. Lors du premier de ces quatre tests, il inscrit 14 points, deux pénalités et deux drops. L'Afrique dispute ensuite ses rencontres internationales en 1931, lors d'une tournée dans les îles Britanniques où l'Afrique du Sud bat successivement le pays de Galles, l'Irlande, l'Angleterre et l'Écosse. Désigné capitaine de la sélection, il conduit son équipe à un grand chelem lors des quatre tests, le deuxième de l'histoire du rugby sud-africain après la tournée de 1912-1913. Cette tournée de 1931-1932 se termine avec un bilan de 23 victoires, une défaite et deux nuls. C'est ensuite en 1933 que l'Afrique du Sud évolue de nouveau. Elle reçoit l'Australie pour une tournée de cinq tests, Pour le premier, les sélectionneurs sud-africains lui préfèrent Phil Nel pour occuper le rôle de capitaine, déçus par le rugby pratiqué lors de la tournée précédente, efficace et basé sur un jeu d'occupation. Après une victoire où il inscrit son deuxième essai international, il retrouve le rôle de capitaine lors du deuxième test, une défaite à Durban. Nel retrouve son titre de capitaine pour les trois derniers tests, deux victoires et une défaite.

## Palmarès
Au total, Bennie Osler participe à dix-sept rencontres des Springboks, ne manquant aucun test disputé par cette sélection durant cette période. Il inscrit 46 points, deux essais, quatre pénalités, six transformations et quatre drops. Il remporte douze rencontres, concède quatre défaite et un nul.
Il est le capitaine lors de cinq tests, lors des quatre de la tournée victorieuse de 1931-1932 dans les îles Britanniques et un contre l'Australie en 1933.